# Maaike De Vreese
Maaike De Vreese (nascida em 26 de julho de 1984 em Bruges) é uma política e funcionária pública belga do partido N-VA que serve no Parlamento Flamengo e no Senado belga.

## Biografia
De Vreese é formada em criminologia pela Universidade de Gante. Em 2008 começou a trabalhar no Serviço Público Federal de Imigração da Bélgica. Nas eleições regionais belgas de 2019, De Vreese foi eleita para o Membro do Parlamento Flamengo estando no segundo lugar da lista do N-VA no círculo da Flandres Ocidental, com 14.810 votos preferenciais. Para assumir este mandato, ela tirou licença política como funcionária pública. Ela também foi colocada no Senado como senadora estadual.